# Paul Affolter
Paul Affolter (* 29. April 1917 in Feldbrunnen-St. Niklaus; † 19. Juni 2005 in Köniz) war ein Schweizer Zollbeamter.

## Leben

### Familie
Paul Affolter war der Sohn des Landwirts Hans Otto Affolter und dessen Ehefrau Lina (geb. Schär).
Seit 1947 war er mit Verena, Tochter des Anatomieprofessors Eugen Ludwig (1887–1971) aus Schiers, verheiratet.

### Werdegang
Nach dem Besuch der Kantonsschule Solothurn erwarb Paul Affolter die Handelsmatura in Neuenburg und absolvierte ein Bankvolontariat.
1938 wurde er technischer Zollbeamter und war seit 1953 Sekretär der Tarifabteilung der Oberzolldirektion in Bern, deren Abteilungsleiter er 1971 wurde.
Zum 1. Januar 1973 erfolgte durch den Bundesrat seine Ernennung zum Vizedirektor der Oberzolldirektion und 1977 trat er die Nachfolge von Charles Lenz als Oberzolldirektor an, bis er 1982 in den Ruhestand verabschiedet wurde. Sein Nachfolger wurde sein Stellvertreter René Giorgis (* 1921).

### Berufliches Wirken
Während seiner Tätigkeit bei der Tarifabteilung der Oberzolldirektion nahm Paul Affolter als Delegationsmitglied an den GATT-Verhandlungen teil. Er war auch massgeblich an den Zollvereinbarungen (Kennedy-Runde, Efta und Europäische Gemeinschaft) (siehe auch Welthandelsrunde) beteiligt.
Paul Affolter war Präsident des Zollausschusses Schweiz-EWG.
Am 28. August 1979 legte er den Grundstein für das Ausbildungszentrum der Eidgenössischen Zollverwaltung (siehe auch Grenzwachtkorps) in Liestal, das im Oktober 1981 den Betrieb aufnahm.

## Mitgliedschaften
Paul Affolter gehörte der Studentenverbindung Wengia Solodorensis an und wurde dort Piccolo genannt, er verfasste 1986 für das Vereinsorgan Der Wengianer den Beitrag Der Beruf Oberzolldirektor.

## Schriften (Auswahl)
- Paul Affolter; Hans Joachim Meyer-Marsilius: Abkommen Schweiz-EWG: Texte und Kommentare des Freihandelsabkommens und anderer Abkommen der Schweiz mit der EWG oder anderen europäischen Institutionen. Zürich: Handelskammer Deutschland-Schweiz, 1973–1983.